# Queridos Papás
Queridos Papás é uma telenovela portuguesa produzida pela Plural Entertainment e transmitida originalmente pela TVI de 13 de março de 2023 a 1 de março de 2024, substituindo Quero é Viver e sendo substituída por Cacau. Trata-se da adaptação do original argentino Sres. Papis e é adaptada por Maria João Mira.
É protagonizada por José Fidalgo, Pedro Sousa, Tiago Teotónio Pereira e Fernando Pires.

## Sinopse
Esta trama conta-nos a vida de quatro homens que se encontram no infantário dos filhos e partilham as suas experiências de pais num mundo constituído maioritariamente por mães. Entre temas de amizade, relacionamentos pai-filhos, conflitos amorosos e mudanças nos papéis sociais, conhecemos as histórias de cada família e as suas vicissitudes.
Xavier, Matias, Simão e Jaime são pais jovens, atraentes e atuais. Cada um deles tem um filho e/ou uma filha no jardim infantil. Xavier está prestes a separar-se de Alice (irmã de Jaime). O casal tem três filhos e Alice troca o marido por uma mulher. Xavier fica de rastos, até que uma outra mulher surge na sua vida: Luana, que vai ajudá-lo a superar o divórcio e apostar de novo no amor. Tudo isto com consequências inesperadas, porque ela é a namorada do pai dele. Jaime casou duas vezes e tem um filho de cada casamento. A sua atual mulher quer desesperadamente ter outro bebé, mas ele não está preparado para isso. O seu dilema é voltar a ser pai ou ficar sozinho. Matias é solteiro e acaba de saber que tem um filho. Habituado a viver sozinho, a recém-descoberta paternidade vai obrigá-lo a confrontar-se com as suas origens e a querer descobrir segredos sobre o seu próprio pai. Simão enviuvou recentemente e não está preparado para se apaixonar de novo, até que conhece Sílvia, uma educadora do jardim de infância. Porém, ela tem os seus próprios problemas.

## Elenco
| Ator/Atriz             | Personagem                                |
| ---------------------- | ----------------------------------------- |
| José Fidalgo           | Matias Vilaça                             |
| Tiago Teotónio Pereira | Xavier Pimenta «Choriço»                  |
| Fernando Pires         | Jaime Guimarães                           |
| Pedro Sousa            | Simão Madeira                             |
| Sara Prata             | Sílvia Gouveia                            |
| Madalena Brandão       | Bárbara Gomes                             |
| Mafalda Marafusta      | Alice Guimarães                           |
| Ana Varela             | Camila Guimarães                          |
| São José Correia       | Graça Albergaria                          |
| Helena Isabel          | Manuela Vilaça                            |
| Paulo Pires            | Roberto Pimenta                           |
| Nuno Homem de Sá       | Teodoro Guimarães                         |
| Catarina Rebelo        | Ema Valente                               |
| Marisa Cruz            | Angelina Iolanda «Angelina Joli» Ferreira |
| Miguel Bogalho         | Maurício Girão                            |
| Bruno Madeira          | Paulo Aguiar                              |
| Diana Nicolau          | Rita Queiroz                              |
| Catarina Siqueira      | Maria José «Zézé» Dantas                  |
| Filipa Pinto           | Mia Sampaio                               |
| Pedro Rovisco          | Domingos Feijó «Carocha»                  |
| Íris Cayatte           | Luana Pena                                |

### Elenco infantil
| Ator/Atriz        | Personagem              |
| ----------------- | ----------------------- |
| Rita Nascimento   | Margarida Guimarães     |
| Santiago Salsa    | Lucas Pimenta           |
| Luisa Guanilho    | Benedita «Beni» Madeira |
| Ana Liz Silva     | Vera Pimenta            |
| Santiago André    | Pedro Pimenta           |
| Martim Balsa      | Alexandre «Alex» Crespo |
| Vasco Venâncio    | Tiago Guimarães         |
| Madalena Guanilho | Carlota Madeira         |

### Elenco adicional
| Ator/Atriz             | Personagem         |
| ---------------------- | ------------------ |
| Fernando Rodrigues     | Rafael             |
| Joana de Verona        | Adriana            |
| Miguel Raposo          | Carlos Villanova   |
| Susana Arrais          | Felícia            |
| Elsa Galvão            | Candinha           |
| Gabriela Relvas        | Teresa             |
| Samuel Alves           | Vasco Perdigão     |
| Alda Gomes             | Susana             |
| Ricardo Monteiro       | Osvaldo            |
| Rui Raposo             | Mosca              |
| Helena Caldeira        | Sheila             |
| Érica Rodrigues        | Joana              |
| Bárbara Meirelles      | Mónica             |
| Jorge Albuquerque      | Sebastião          |
| Matilde Alçada         | Sabrina            |
| Carlos Vieira          | Semedo             |
| Cristina Cavalinhos    | Inocência          |
| Olívia Ortiz           | Carina             |
| João Didelet           | José Miguel Dantas |
| Dani                   | Ele mesmo          |
| Augusto Portela        | Professor Sanches  |
| Teresa Faria           | Professora Berta   |
| Luís Nascimento        | —                  |
| Cláudio Henriques      | —                  |
| Carlos Sebastião       | —                  |
| Eurico Lopes           | Inspetor Carrelo   |
| Pedro Barbeitos        | Inspetor Dias      |
| Nelson Cabral          | —                  |
| Cláudia Abrantes       | Érica              |
| Mafalda Teixeira       | Gabriela           |
| Vera Alves             | Graciela           |
| Miguel Loureiro        | Detetive Garcia    |
| Joana Bastos           | —                  |
| Patrícia Pinheiro      | Verónica           |
| Manuel Lourenço        | Eduardo            |
| Maria D'Aires          | —                  |
| Rosa Bela              | Secretária         |
| Diogo Branco           | David              |
| Bruno Bernardo         | Jorge              |
| Joana Câncio           | Diana              |
| Frederico Barata       | Elias              |
| Soraia Tavares         | Elsa               |
| Francisco Grilo        | Pato               |
| Thaiane Anjos          | Patrícia           |
| Inês Aguiar            | Sol                |
| André Leitão           | Mauro              |
| Luís Garcia            | Salvador           |
| Sabri Lucas            | Frederico "Fred"   |
| Fátima Severino        | —                  |
| Joana Machado Madeira  | Helena             |
| Valerie Braddell       | Olga               |
| Madalena Serrano       | Flor               |
| Elsa Valentim          |                    |
| Carmen Santos          | Odete Marreiros    |
| Igor Regalla           | Romeu              |
| João Saboga            | —                  |
| Sílvia Chiola          | Anabela            |
| Rodrigo Santos         | —                  |
| Lourenço Ferreira      | Leo                |
| Martim Oliveira        | —                  |
| Paz Guanilho           | —                  |
| Vera Macedo            | Raquel             |
| Beatriz Conde          |                    |
| Zé Maria Guanilho      | —                  |
| Inês Balsa             | —                  |
| Carlos Carvalho        | Nélio              |
| Joana Pereira da Silva | Eugénia            |
| Edmundo Rosa           | Ulisses            |
| Bruno Bravo            | 4 Olhos            |
| Isabel Simões          | Elvira Gonçalves   |
| Ângelo Torres          | Garrido            |
| José Neves             | Francisco          |
| Gabriela Mirza         | Benedita em jovem  |
| Gabriela Mota          | Carlota em jovem   |
| Maria Barbosa          | Marta              |
| Martim Oliveira        | —                  |
| Salvador Pires         | Matias em criança  |
| Luís Henrique Matos    | Santiago           |
| Carminho Borges        | —                  |
| Maria Leonor Cabral    | —                  |
| Tiago Lourenço         | —                  |
| Melissa Matos          | Lúcia              |

## Audiências
Na estreia, a 13 de março de 2023, “Queridos Papás” foi líder e marcou 8.6 de audiência média e 21.2% de share, com cerca de 822.800 espectadores, com um pico de 10.1/21.4%. Este foi o pior resultado de uma estreia de uma telenovela da TVI desde a 2.ª temporada de Na Corda Bamba.
No segundo episódio, “Queridos Papás” perdeu espectadores face à estreia, mas manteve a liderança das audiências e marcou 7.9 de audiência média e 20% de share, com cerca de 757.900 espectadores. O pico foi de 9.4/20.5%.
No dia 18 de março, “Queridos Papás” teve o melhor resultado desde a estreia e liderou com 8.7 de rating e 18.3% de share, com 828.900 espectadores. Teve um pico de 9.4/19.5%, com 901.100 espectadores às 22h00.
Em 2023, “Queridos Papás” foi vista, em média, por 590 mil espectadores.
O último episódio, a 1 de março de 2024, “Queridos Papás” garantiu uma média de 5.9/17.3% com 569.600 espectadores. Já o pico foi de 6.5/18.5%.
| Média | Média     | Episódios exibidos | Espectadores | Ref.   |
| ----- | --------- | ------------------ | ------------ | ------ |
| 2023  | Março     | 17                 | 700 mil      | [ 9 ]  |
| 2023  | Abril     | 23                 | 662 mil      | [ 10 ] |
| 2023  | Maio      | 24                 | 590 mil      | [ 11 ] |
| 2023  | Junho     | 22                 | 612 mil      | [ 12 ] |
| 2023  | Julho     | 21                 | 638 mil      | [ 13 ] |
| 2023  | Agosto    | 25                 | 577 mil      | [ 14 ] |
| 2023  | Setembro  | 21                 | 580 mil      | [ 15 ] |
| 2023  | Outubro   | 23                 | 563 mil      | [ 16 ] |
| 2023  | Novembro  | 22                 | 489 mil      | [ 17 ] |
| 2023  | Dezembro  | 21                 | 490 mil      | ...    |
| 2024  | Janeiro   | 20                 | ...          | ...    |
| 2024  | Fevereiro | 13                 | ...          | ...    |
| 2024  | Março     | 1                  | 570 mil      | [ 8 ]  |
| Total | Total     | 253                | 571 mil      |        |

## Músicas
Referências:
| Tema                                  | Intérprete(s)                             | Notas            |
| ------------------------------------- | ----------------------------------------- | ---------------- |
| "Fim do Mundo (E ao Cabo do Teu Ser)" | Ala dos Namorados                         | Tema de genérico |
| “Dona da Razão”                       | Fernando Daniel                           | —                |
| "Neblina"                             | AVALANCHE (Luar, Rita Onofre & Sara Cruz) | —                |
| "Clouds"                              | Rita Laranjeira                           | —                |
| "Tempo de Seguir"                     | Mickael Carreira, David Carreira e Tierry | —                |
| “Casa”                                | D.A.M.A e Buba Espinho                    | —                |
| “Criatura da Noite - 2023”            | Entre Aspas                               | —                |
| “Todos os Dias”                       | Mónica Teotónio                           | —                |
| “Menino da Mamã”                      | Diogo Abrantes                            | —                |
| “Não Dá”                              | Paulo Gonzo                               | —                |
| “Engana-me hoje, eu deixo”            | Mariana Reis                              | —                |
| “O Que É Feito de Ti?”                | Maria Mendonça                            | —                |
| “Marido e Mulher”                     | Afonso Dubraz                             | —                |
| “Sem Ti”                              | EVAN                                      | —                |
| “Eu Tento”                            | Bernardo Faustino                         | —                |
| “Só Tu”                               | Vai e Vem                                 | —                |
| “10 Minutos”                          | Manel Soares                              | —                |
| “Pop Star”                            | Leonor Quinteiro                          | —                |
| "À Procura de Ti"                     | Heartbreakers Rui & Marcos                | —                |
| "Tudo a Dançar"                       | Rui Bandeira                              |                  |